# Кайраково
Кайра́ково (рос. Кайраково, башк. Ҡайраҡ) — присілок у складі Мішкинського району Башкортостану, Росія. Адміністративний центр Кайраковської сільської ради.
Населення — 585 осіб (2010; 571 у 2002).
Національний склад:
- марійці — 98 %